# Музыка для фильма
«Музыка для фильма» — третий студийный альбом группы «Зоопарк», вышедший в 1991 году уже после смерти Майка. Продюсером и ответственным за выпуск альбома выступил барабанщик Валерий Кирилов.

## Создание альбома
Запись сделана в студии Ленфильма в начале 1990 года специально для звукового оформления фильма о группе «Буги-вуги каждый день». Туда вошли как старые известные («Буги-вуги каждый день», «Сладкая N», «Если ты хочешь»), так и сочиненные в 1986—1987 годах, не записывавшиеся ранее («Право на рок», «Выстрелы», «Она была») песни. Помимо собственно саундтрека в пластинку, появившуюся годом позже, были включены два номера, записанные с вокальной группой в 1986 году.
По мнению барабанщика «Зоопарка» того периода Валерия Кирилова:

 «В том, что с 1985 по 1991 год «Зоопарком» не было выпущено ни одного альбома, — личная заслуга Андрея Тропилло. Так я тогда думал. В первое время он предоставлял нам студию несколько раз, но затем это делать перестал. А ведь за эти шесть лет было написано очень много материала, он был аранжирован и готов к записи. <…> Отчаявшись поработать у него, мы использовали любую возможность записать хотя бы что-нибудь из нового в любой студии. Но удавалось это не часто. Многое из записанного в те годы вошло в альбом «Музыка для фильма», который я издал за свой счёт в 1991 году. <…> Сейчас я понимаю, что Антроп был не виноват. Именно в то время у него начались проблемы со студией, и то, что он умудрился записать наши топовые группы, — это просто чудо.
Вторая причина застоя — постоянная гастрольная гонка. <…> Аэропорты и вокзалы стали нашим привычным местом обитания, гостиницы — вторым домом, гримёрки — любимым местом развлечения и отдыха. <…> Иногда мы прямо с поезда отправлялись в студию — я только успевал заехать домой за барабанами. Такой бешеный темп жизни не способствует творчеству.

И третья причина — несмотря на успех публики, Майк перестал получать удовольствие от творчества. Он постоянно метался: сочинял — рвал, сочинял — рвал. <…> Он видел массовое барыжничество в масштабах страны и не принимал его. Искренний патриот, Майк никак не мог понять, как можно приноровиться к переменам, которые ведут к явному развалу империи».

## Список песен
| №   | Название                | Длительность |
| --- | ----------------------- | ------------ |
| 1.  | «Буги-вуги каждый день» | 2:33         |
| 2.  | «Сладкая N»             | 3:17         |
| 3.  | «Шпионство»             | 5:50         |
| 4.  | «Если ты хочешь»        | 2:46         |
| 5.  | «6 утра»                | 3:28         |
| 6.  | «Музыка для фильма»     | 6:10         |
| 7.  | «Право на рок»          | 4:15         |
| 8.  | «Она была»              | 3:49         |
| 9.  | «Выстрелы»              | 5:14         |
| 10. | «Мария»                 | 3:53         |

бонус-треки переиздания
| №  | Название                | Примечания | Длительность |
| -- | ----------------------- | --- | ------------ |
| 1. | «Буги-вуги каждый день» | версия для фильма                                                                                                 | 2:31         |
| 2. | «Выстрелы»              | акустическая версия                                                                                               | 0:53         |
| 3. | «Интервью»              | Радио «Катюша», программа «Рокси Аудио», 15 мая 1991 г. Интервьюер — Анатолий Гуницкий                            | 2:01         |
| 4. | «Интервью»              | СК «Юбилейный», 10-летие Ленинградского рок-клуба, март 1991 г. Интервьюеры — Дмитрий Сидоров и Александр Киселёв | 3:24         |
| 5. | «Интервью»              | Крыша Ленинградской студии документальных фильмов, июнь 1991 г. Интервьюер — Юлий Харитонов                       | 16:10        |

## Музыканты
- Майк Науменко — вокал, гитара
- Александр Храбунов — гитара
- Илья Куликов — бас-гитара
- Валерий Кирилов — ударные
- Сергей Тессюль — бас-гитара (1)
- Александр Донских — клавиши, бэк-вокал (1,10)
- Наталья Шишкина — бэк-вокал (1,10)
- Галина Скигина — бэк-вокал (1,10)